# Campionat del Món d'hoquei sobre gel femení
El Campionat del Món d'hoquei gel femení (nom oficial en anglès: IIHF Women's World Hockey Championship) és la màxima competició internacional per a seleccions femenines d'hoquei sobre gel. És organitzat per la International Ice Hockey Federation (IIHF). La competició es disputa anualment, excepte els anys de Jocs Olímpics des de 1990.

## Historial
| Any  |                                                                                  | Seu                                                                              |                                                                                                  | Final                                                                                            | Final                                                                                            | Final                                                                                            |                                                                                                  | Partit pel tercer lloc                                                                           | Partit pel tercer lloc                                                                           | Partit pel tercer lloc |
| Any  | Campió                                                                           | Seu                                                                              | Resultat                                                                                         | Segona posició                                                                                   | Tercera posició                                                                                  | Resultat                                                                                         | Quarta posició                                                                                   |                                                                                                  |                                                                                                  |                        |
| ---- | -------------------------------------------------------------------------------- | -------------------------------------------------------------------------------- | ------------------------------------------------------------------------------------------------ | ------------------------------------------------------------------------------------------------ | ------------------------------------------------------------------------------------------------ | ------------------------------------------------------------------------------------------------ | ------------------------------------------------------------------------------------------------ | ------------------------------------------------------------------------------------------------ | ------------------------------------------------------------------------------------------------ | ---------------------- |
| 1990 | Canadà, Ottawa                                                                   |                                                                                  | Canadà                                                                                           | 5–2                                                                                              | Estats Units                                                                                     |                                                                                                  | Finlàndia                                                                                        | 6–3                                                                                              | Suècia                                                                                           |                        |
| 1992 | Finlàndia, Tampere                                                               | Canadà                                                                           | 8–0                                                                                              | Estats Units                                                                                     | Finlàndia                                                                                        | 5–4                                                                                              | Suècia                                                                                           |                                                                                                  |                                                                                                  |                        |
| 1994 | USA, Lake Placid                                                                 | Canadà                                                                           | 6–3                                                                                              | Estats Units                                                                                     | Finlàndia                                                                                        | 8–1                                                                                              | R.P. de la Xina                                                                                  |                                                                                                  |                                                                                                  |                        |
| 1997 | Canadà, Kitchener                                                                | Canadà                                                                           | 4–3 (Pr)                                                                                         | Estats Units                                                                                     | Finlàndia                                                                                        | 3–0                                                                                              | R.P. de la Xina                                                                                  |                                                                                                  |                                                                                                  |                        |
| 1998 | Competició no disputada durant els Jocs Olímpics de 1998                         | Competició no disputada durant els Jocs Olímpics de 1998                         | Competició no disputada durant els Jocs Olímpics de 1998                                         | Competició no disputada durant els Jocs Olímpics de 1998                                         | Competició no disputada durant els Jocs Olímpics de 1998                                         | Competició no disputada durant els Jocs Olímpics de 1998                                         | Competició no disputada durant els Jocs Olímpics de 1998                                         | Competició no disputada durant els Jocs Olímpics de 1998                                         | Competició no disputada durant els Jocs Olímpics de 1998                                         |                        |
| 1999 | Finlàndia, Espoo/Vantaa                                                          |                                                                                  | Canadà                                                                                           | 3–1                                                                                              | Estats Units                                                                                     |                                                                                                  | Finlàndia                                                                                        | 8–2                                                                                              | Suècia                                                                                           |                        |
| 2000 | Canadà, Mississauga                                                              | Canadà                                                                           | 3–2 (Pr)                                                                                         | Estats Units                                                                                     | Finlàndia                                                                                        | 7–1                                                                                              | Suècia                                                                                           |                                                                                                  |                                                                                                  |                        |
| 2001 | USA, Minneapolis                                                                 | Canadà                                                                           | 3–2                                                                                              | Estats Units                                                                                     | Rússia                                                                                           | 2–1                                                                                              | Finlàndia                                                                                        |                                                                                                  |                                                                                                  |                        |
| 2002 | Competició no disputada durant els Jocs Olímpics de 2002                         | Competició no disputada durant els Jocs Olímpics de 2002                         | Competició no disputada durant els Jocs Olímpics de 2002                                         | Competició no disputada durant els Jocs Olímpics de 2002                                         | Competició no disputada durant els Jocs Olímpics de 2002                                         | Competició no disputada durant els Jocs Olímpics de 2002                                         | Competició no disputada durant els Jocs Olímpics de 2002                                         | Competició no disputada durant els Jocs Olímpics de 2002                                         | Competició no disputada durant els Jocs Olímpics de 2002                                         |                        |
| 2003 | Xina, Beijing                                                                    |                                                                                  | La competició al màxim nivell es va cancel·lar a causa del brot de SARS a la Xina                | La competició al màxim nivell es va cancel·lar a causa del brot de SARS a la Xina                | La competició al màxim nivell es va cancel·lar a causa del brot de SARS a la Xina                | La competició al màxim nivell es va cancel·lar a causa del brot de SARS a la Xina                | La competició al màxim nivell es va cancel·lar a causa del brot de SARS a la Xina                | La competició al màxim nivell es va cancel·lar a causa del brot de SARS a la Xina                | La competició al màxim nivell es va cancel·lar a causa del brot de SARS a la Xina                |                        |
| 2004 | Canadà, Halifax/Dartmouth                                                        | Canadà                                                                           | 2–0                                                                                              | Estats Units                                                                                     |                                                                                                  | Finlàndia                                                                                        | 3–2                                                                                              | Suècia                                                                                           |                                                                                                  |                        |
| 2005 | Suècia, Linköping/Norrköping                                                     | Estats Units                                                                     | 1–0 (P)                                                                                          | Canadà                                                                                           | Suècia                                                                                           | 5–2                                                                                              | Finlàndia                                                                                        |                                                                                                  |                                                                                                  |                        |
| 2006 | Competició no disputada durant els Jocs Olímpics de 2006                         | Competició no disputada durant els Jocs Olímpics de 2006                         | Competició no disputada durant els Jocs Olímpics de 2006                                         | Competició no disputada durant els Jocs Olímpics de 2006                                         | Competició no disputada durant els Jocs Olímpics de 2006                                         | Competició no disputada durant els Jocs Olímpics de 2006                                         | Competició no disputada durant els Jocs Olímpics de 2006                                         | Competició no disputada durant els Jocs Olímpics de 2006                                         | Competició no disputada durant els Jocs Olímpics de 2006                                         |                        |
| 2007 | Canadà, Winnipeg/Selkirk                                                         |                                                                                  | Canadà                                                                                           | 5–1                                                                                              | Estats Units                                                                                     |                                                                                                  | Suècia                                                                                           | 1–0                                                                                              | Finlàndia                                                                                        |                        |
| 2008 | Xina, Harbin                                                                     | Estats Units                                                                     | 4–3                                                                                              | Canadà                                                                                           | Finlàndia                                                                                        | 4–1                                                                                              | Suïssa                                                                                           |                                                                                                  |                                                                                                  |                        |
| 2009 | Finlàndia, Hämeenlinna                                                           | Estats Units                                                                     | 4–1                                                                                              | Canadà                                                                                           | Finlàndia                                                                                        | 4–1                                                                                              | Suècia                                                                                           |                                                                                                  |                                                                                                  |                        |
| 2010 | Competició no disputada durant els Jocs Olímpics de 2010                         | Competició no disputada durant els Jocs Olímpics de 2010                         | Competició no disputada durant els Jocs Olímpics de 2010                                         | Competició no disputada durant els Jocs Olímpics de 2010                                         | Competició no disputada durant els Jocs Olímpics de 2010                                         | Competició no disputada durant els Jocs Olímpics de 2010                                         | Competició no disputada durant els Jocs Olímpics de 2010                                         | Competició no disputada durant els Jocs Olímpics de 2010                                         | Competició no disputada durant els Jocs Olímpics de 2010                                         |                        |
| 2011 | Suïssa, Zúric/Winterthur                                                         |                                                                                  | Estats Units                                                                                     | 3–2 (Pr)                                                                                         | Canadà                                                                                           |                                                                                                  | Finlàndia                                                                                        | 3–2 (Pr)                                                                                         | Rússia                                                                                           |                        |
| 2012 | USA, Burlington                                                                  | Canadà                                                                           | 5–4 (Pr)                                                                                         | Estats Units                                                                                     | Suïssa                                                                                           | 6–2                                                                                              | Finlàndia                                                                                        |                                                                                                  |                                                                                                  |                        |
| 2013 | Canadà, Ottawa                                                                   | Estats Units                                                                     | 3–2                                                                                              | Canadà                                                                                           | Rússia                                                                                           | 2–0                                                                                              | Finlàndia                                                                                        |                                                                                                  |                                                                                                  |                        |
| 2014 | La competició al màxim nivell no es va celebrar durant els Jocs Olímpics de 2014 | La competició al màxim nivell no es va celebrar durant els Jocs Olímpics de 2014 | La competició al màxim nivell no es va celebrar durant els Jocs Olímpics de 2014                 | La competició al màxim nivell no es va celebrar durant els Jocs Olímpics de 2014                 | La competició al màxim nivell no es va celebrar durant els Jocs Olímpics de 2014                 | La competició al màxim nivell no es va celebrar durant els Jocs Olímpics de 2014                 | La competició al màxim nivell no es va celebrar durant els Jocs Olímpics de 2014                 | La competició al màxim nivell no es va celebrar durant els Jocs Olímpics de 2014                 | La competició al màxim nivell no es va celebrar durant els Jocs Olímpics de 2014                 |                        |
| 2015 | Suècia, Malmö                                                                    |                                                                                  | Estats Units                                                                                     | 7–5                                                                                              | Canadà                                                                                           |                                                                                                  | Finlàndia                                                                                        | 4–1                                                                                              | Rússia                                                                                           |                        |
| 2016 | Canada, Kamloops                                                                 | Estats Units                                                                     | 1–0 (Pr)                                                                                         | Canadà                                                                                           | Rússia                                                                                           | 1–0 (P)                                                                                          | Finlàndia                                                                                        |                                                                                                  |                                                                                                  |                        |
| 2017 | USA, Plymouth                                                                    | Estats Units                                                                     | 3–2 (Pr)                                                                                         | Canadà                                                                                           | Finlàndia                                                                                        | 8–0                                                                                              | Alemanya                                                                                         |                                                                                                  |                                                                                                  |                        |
| 2018 | La competició al màxim nivell no es va celebrar durant els Jocs Olímpics de 2018 | La competició al màxim nivell no es va celebrar durant els Jocs Olímpics de 2018 | La competició al màxim nivell no es va celebrar durant els Jocs Olímpics de 2018                 | La competició al màxim nivell no es va celebrar durant els Jocs Olímpics de 2018                 | La competició al màxim nivell no es va celebrar durant els Jocs Olímpics de 2018                 | La competició al màxim nivell no es va celebrar durant els Jocs Olímpics de 2018                 | La competició al màxim nivell no es va celebrar durant els Jocs Olímpics de 2018                 | La competició al màxim nivell no es va celebrar durant els Jocs Olímpics de 2018                 | La competició al màxim nivell no es va celebrar durant els Jocs Olímpics de 2018                 |                        |
| 2019 | Finlàndia, Espoo                                                                 |                                                                                  | Estats Units                                                                                     | 2–1 (P)                                                                                          | Finlàndia                                                                                        |                                                                                                  | Canadà                                                                                           | 7–0                                                                                              | Rússia                                                                                           |                        |
| 2020 | Canadà, Halifax/Truro                                                            |                                                                                  | La competició al màxim nivell, Divisió I i II Grup A fou suspesa per la pandèmia del coronavirus | La competició al màxim nivell, Divisió I i II Grup A fou suspesa per la pandèmia del coronavirus | La competició al màxim nivell, Divisió I i II Grup A fou suspesa per la pandèmia del coronavirus | La competició al màxim nivell, Divisió I i II Grup A fou suspesa per la pandèmia del coronavirus | La competició al màxim nivell, Divisió I i II Grup A fou suspesa per la pandèmia del coronavirus | La competició al màxim nivell, Divisió I i II Grup A fou suspesa per la pandèmia del coronavirus | La competició al màxim nivell, Divisió I i II Grup A fou suspesa per la pandèmia del coronavirus |                        |
| 2021 | Canadà, Halifax/Truro                                                            |                                                                                  |                                                                                                  |                                                                                                  |                                                                                                  |                                                                                                  |                                                                                                  |                                                                                                  |                                                                                                  |                        |

## Medaller
| Nació        | Or | Plata | Bronze | Total |
| ------------ | -- | ----- | ------ | ----- |
| Canadà       | 10 | 8     | 1      | 19    |
| Estats Units | 9  | 10    | 0      | 19    |
| Finlàndia    | 0  | 1     | 12     | 13    |
| Rússia       | 0  | 0     | 3      | 3     |
| Suècia       | 0  | 0     | 2      | 2     |
| Suïssa       | 0  | 0     | 1      | 1     |